# Handelskrankenkasse
Die Handelskrankenkasse (kurz hkk, Eigenschreibweise hkk Krankenkasse) ist eine bundesweit geöffnete deutsche Krankenkasse aus der Gruppe der Ersatzkassen. Sie ist Träger der gesetzlichen Krankenversicherung und Mitglied im Verband der Ersatzkassen (vdek). Die Historie der 2008 aus einer freiwilligen Vereinigung hervorgegangenen Krankenkasse reicht bis in das Jahr 1904 zurück.

## Geschichte

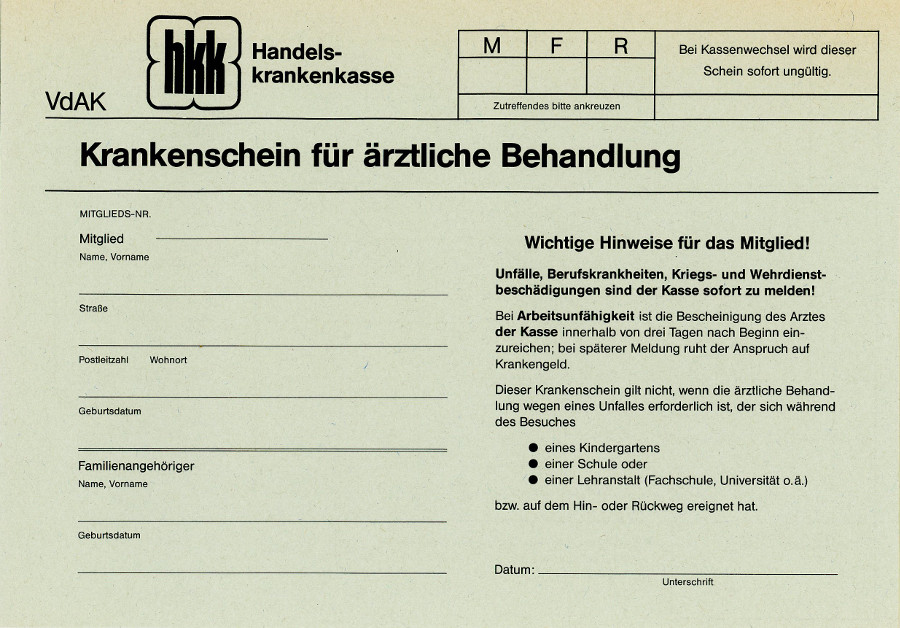
Ein Krankenschein von ca. 1992

Die Krankenkasse wurde unter dem Namen  Handelskrankenkasse am 1. Januar 1904 in Bremen von Ladeninhabern, Vertretern der Handelskammer und kaufmännischen Angestellten als eingetragene Hilfskasse gegründet und wurde später auch mit dem Namenskürzel hkk bezeichnet. 1906 schloss sie sich dem Verband kaufmännischer Krankenkassen Deutschlands mit Sitz in Barmen an, der 1936 zum Verband der Angestellten-Krankenkassen (VdAK, heute vdek) umfirmiert wurde. Die Handelskrankenkasse war eine reine Angestelltenkrankenkasse, so dass nur Angestellte und Auszubildende in kaufmännischen Berufen aufgenommen wurden. Die Handelskrankenkasse war Anfang der 1990er Jahre nach eigenen Angaben die beitragsgünstigste aller Angestellten-Ersatzkassen im Bundesgebiet.
Durch die Eingliederung der Innungskrankenkasse Weser-Ems entstand am 1. Januar 2008 eine fusionierte Krankenkasse mit dem neuen Namen hkk. Seit dem 1. Juli 2014 ist der offizielle Satzungsname wieder Handelskrankenkasse (hkk).

## Finanzen
Rund 1.500 Mitarbeiter betreuen 2025 ein Haushaltsvolumen von 3,4 Mrd. Euro in der Krankenversicherung und einer Mrd. Euro in der Pflegeversicherung.
Der kassenindividuelle Zusatzbeitrag entwickelte sich folgendermaßen:
| Zeitraum                             | Zusatzbeitrag |
| ------------------------------------ | ------------- |
| 1. Januar 2020 bis 31. Dezember 2021 | 0,39 %        |
| 1. Januar 2022 bis 31. Dezember 2022 | 0,69 %        |
| 1. Januar 2023 bis 31. Dezember 2024 | 0,98 %        |
| Seit 1. Januar 2025                  | 2,19 %        |

## Struktur und Größe

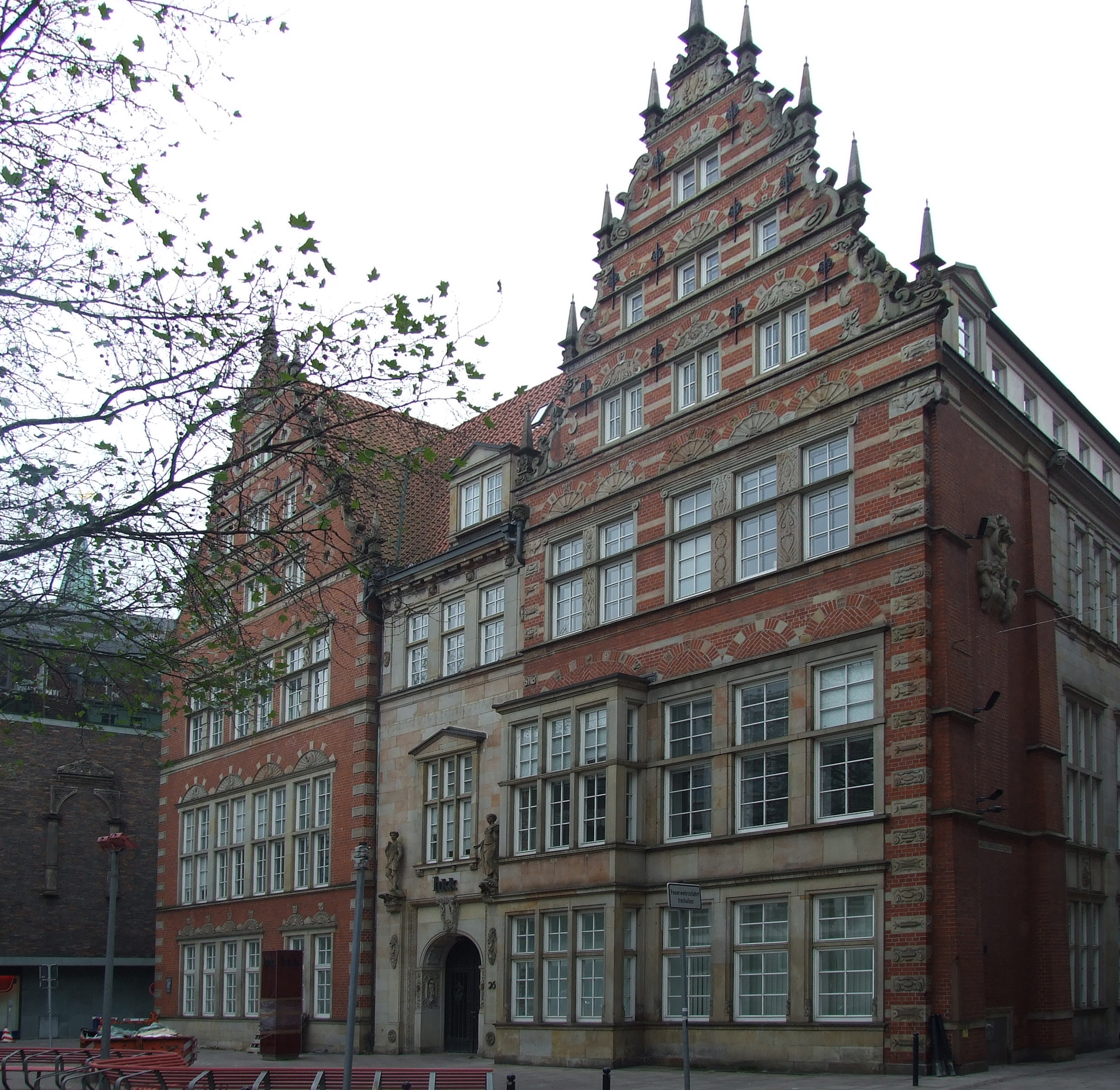
Haus der Handelskrankenkasse, Hauptverwaltung

Die hkk mit Hauptsitz in Bremen zählt mit mehr als 990.000 Versicherten – davon über 780.000 beitragszahlende Mitglieder – zu den zehn größten bundesweit geöffneten Krankenkassen.
Die Handelskrankenkasse betreibt vierzehn Geschäftsstellen in Niedersachsen, Bremen, Nordrhein-Westfalen und Hamburg. Allgemeine Beratungsangebote werden darüber hinaus in bundesweit rund 2.100 Servicepunkten des Landwirtschaftlichen Versicherungsvereins Münster, LVM (Kooperationspartner private Krankenzusatzversicherung), erbracht. In einigen Geschäftsstellen befinden sich die Beratungseinrichtungen von Handelskrankenkasse und LVM in unmittelbarer Nachbarschaft.
Am 1. Juli 1981 erwarb die Krankenkasse das Haus der Handelskrankenkasse, das die Deutsche Dampfschifffahrts-Gesellschaft „Hansa“ 1915 als Kontorhaus baute und das kriegszerstört bis 1953 wieder aufgebaut wurde.

### Versichertenentwicklung
| Jahr | Versichertenzahl  |
| ---- | ----------------- |
| 1990 | ca. 100.000       |
| 2003 | 167.103           |
| 2007 | 181.000 (31.12.)  |
| 2008 | 311.429 (01.01.)* |
| 2010 | 325.511           |
| 2015 | 397.624           |
| 2016 | 485.892           |
| 2017 | 553.056           |
| 2018 | 600.373           |
| 2019 | 647.058           |
| 2020 | 693.904           |
| 2021 | 801.962           |
| 2022 | 888.237           |
| 2023 | 919.189           |
| 2024 | 930.531           |

*2008: Fusion mit der IKK Weser-Ems

## Organe
Der Vorstand besteht aus einem hauptamtlich tätigen Alleinvorstand. Seit Januar 2000 ist dies Michael Lempe. Zudem ist Lutz Trey seit 2010 Vertreter des Vorstands.
Über die Zusammensetzung des  Verwaltungsrates als Selbstverwaltungsorgan der hkk wird alle sechs Jahre in einer Sozialwahl entschieden. Seit 2017 besteht der Verwaltungsrat aus achtzehn Personen mit jeweils neun Vertretern der Versicherten und der Arbeitgeber. Zuvor bestand er aus jeweils zwölf Vertretern.